# Manzonia almo
Manzonia almo är en snäckart som först beskrevs av Bartsch 1911.  Manzonia almo ingår i släktet Manzonia och familjen Rissoidae. Inga underarter finns listade i Catalogue of Life.